# جایزه خانگی-جهانی ایبروآمریکن در داستان‌سرایی آمریکای لاتین
جایزه خانگی-جهانی ایبروآمریکن در داستان‌سرایی آمریکای لاتین (اسپانیایی: Premio Iberoamericano Planeta-Casa de América de Narrativa‎) یک جایزهٔ ادبی اسپانیایی در آمریکای لاتین بود.
برندهٔ جایزه، مبلغ ۲۰۰٬۰۰۰ دلار آمریکا دریافت می‌داشت که گران‌ترین جایزهٔ ادبی جهان محسوب می‌شد. علاوه بر میزان نقدی آن، این جایزهٔ به‌لحاظ پذیرش و بررسی تعداد زیادی از کتاب‌های منتشرشده نیز شهرت داشت به نحوی که تنها در سال ۲۰۱۰ میلادی، ۶۰۰ کتاب وارد این مسابقه شد که در مقام مقایسه، ۱۲۰ تا بیشتر از جایزه ادبی من بوکر بود.
این جایزه نخستین بار در سال ۲۰۰۷ میلادی اهدا شد و هر سال، در یکی از پایتخت‌های کشورهای اسپانیایی‌زبان، برگزار می‌شد. برندهٔ نخست، ۲۰۰٬۰۰۰ دلار و کتاب دوم ۵۰٬۰۰۰ دلار دریافت می‌داشت. اهدای این جایزه در سال ۲۰۱۰ به سبب زلزلهٔ شیلی انجام نشد و کل جایزه از سال ۲۰۱۲ که آخرین دوره بود، ملغی شد.
برخی از برندگان آن عبارتند از: خورخه ادواردز (۲۰۰۸) و آنتونیو اسکارمتا (۲۰۱۱)